# Kirche Betschwanden

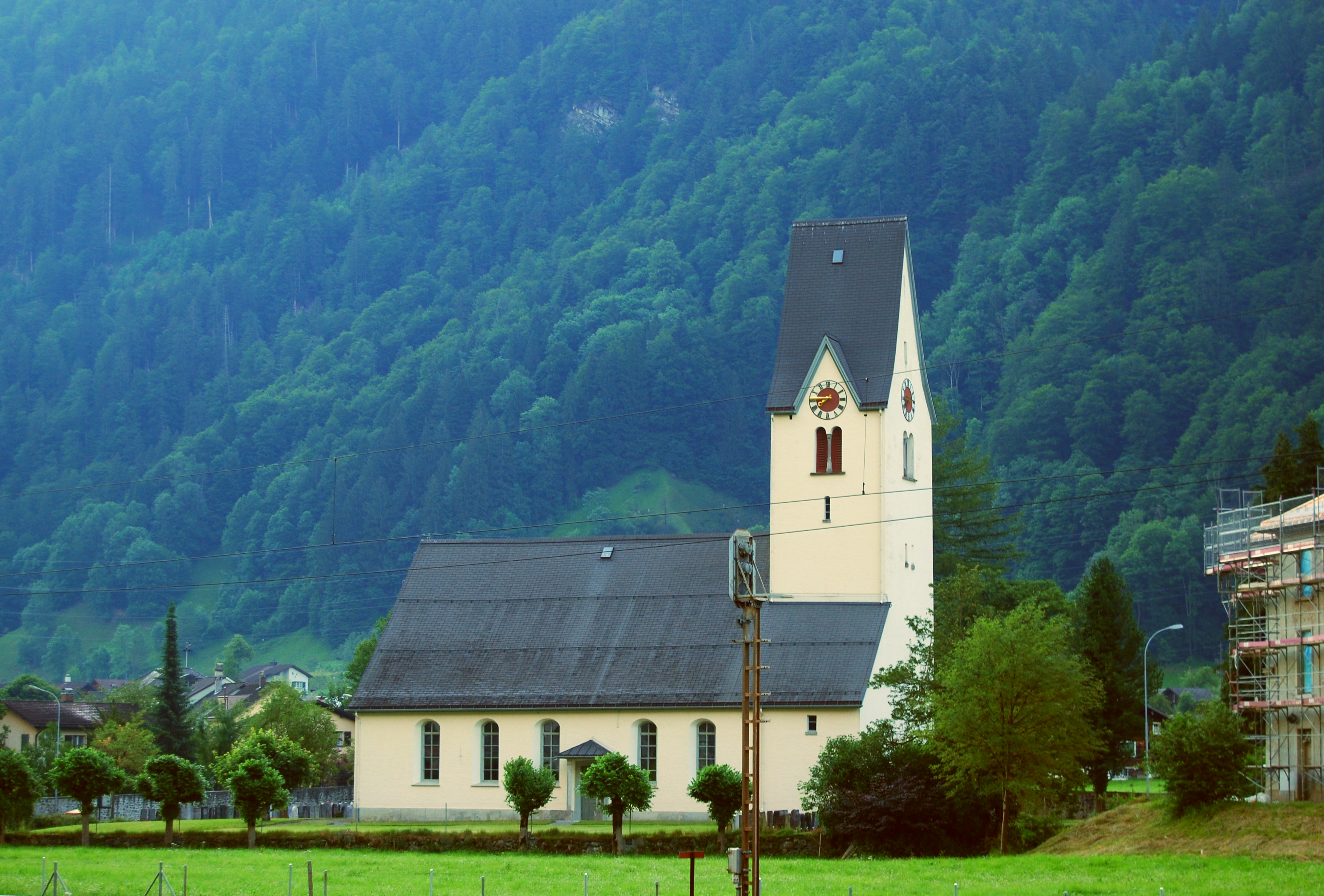
Kirche Betschwanden, 2010

Nach der Aussenrenovation 2001

Die Reformierte Kirche zu Betschwanden, die im schweizerischen Kulturgüter-Inventar als Objekt von regionaler Bedeutung verzeichnet ist, ist ein im Kern spätromanischer Bau. Das Gotteshaus wurde womöglich schon um 1300 errichtet. Die Kirche wird in einem Markenbuch des Bistums Konstanz erstmals 1370 urkundlich erwähnt. J. Davatz, langjähriger Kulturbeauftragter des Kantons Glarus und Konservator des historischen Museums im Freulerpalast Näfels, meint, der älteste Baubestand könne in die erste Hälfte des 14. Jahrhunderts zurückreichen.
Eine archäologische Grabung im Spätsommer 1975 ermöglichte die Klärung der Baugeschichte, die sich in drei Phasen vollzog.

## Erste Bauphase

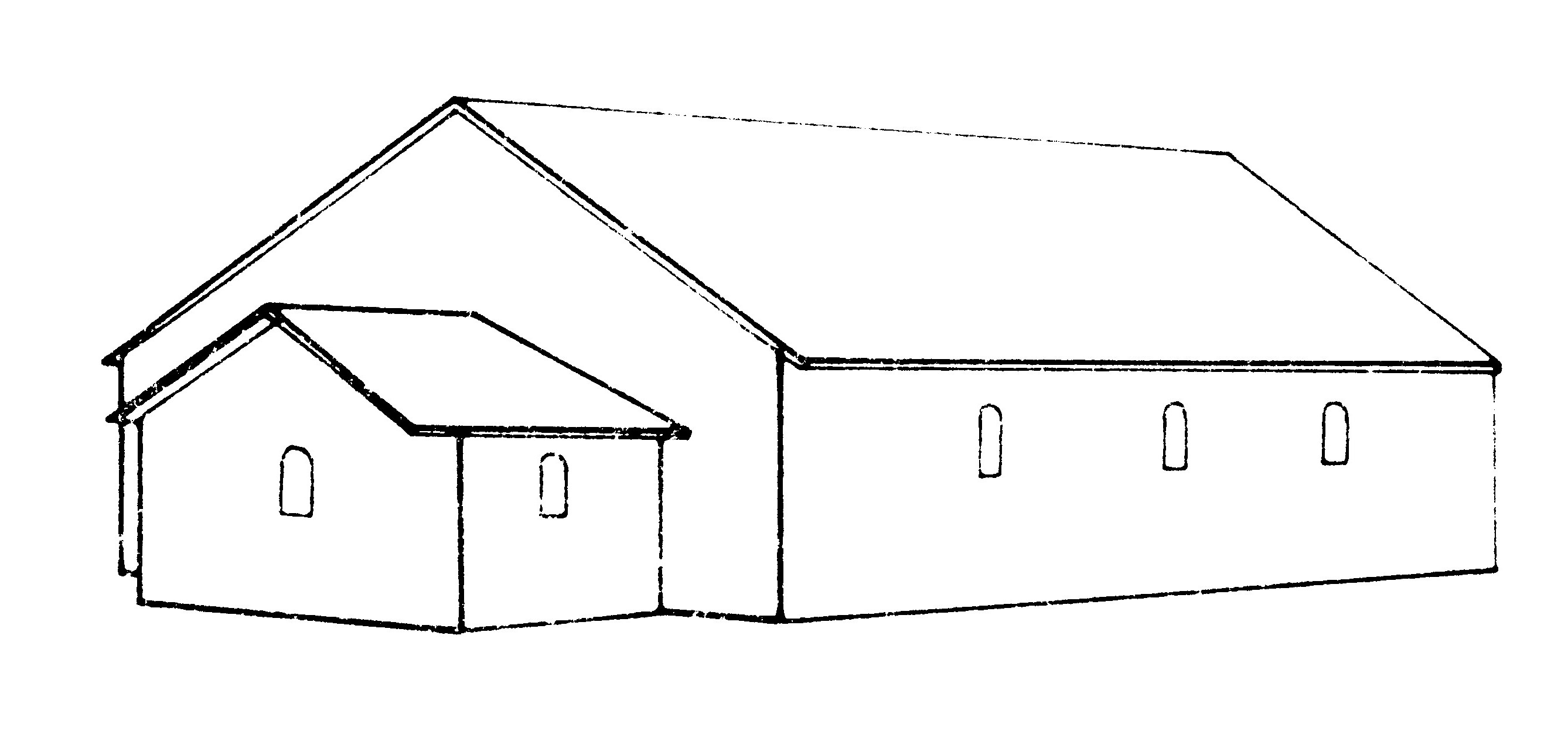
Aussenansicht um 1300

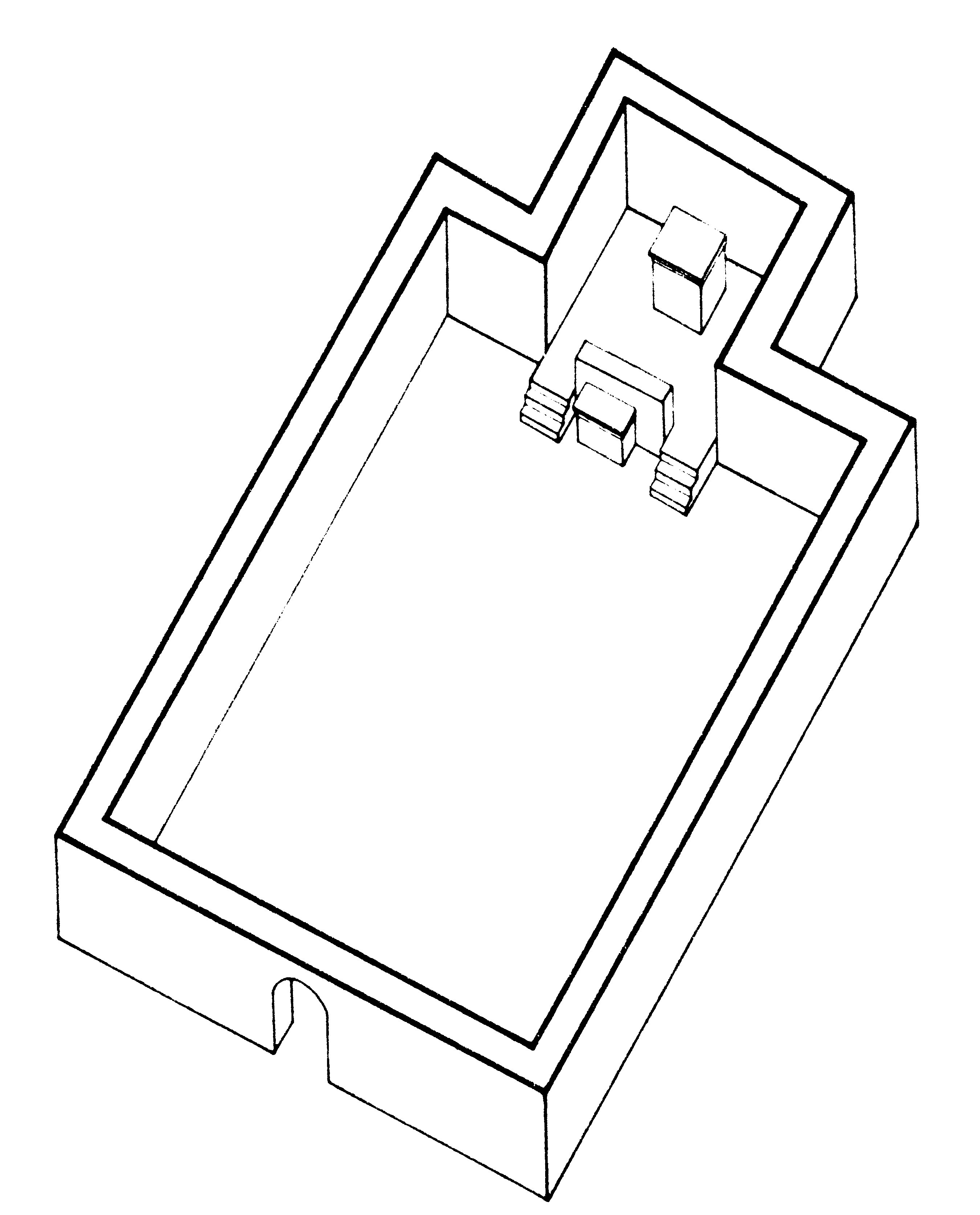
Innensicht um 1300

Die Kirche ist nicht wie sonst üblich gegen Osten hin gerichtet, sondern gegen Süden. Der Grund dafür ist wahrscheinlich die unterschiedliche Beschaffenheit des Baugrundes: im Osten weicher Baugrund aus Schwemmmaterial und im Westen recht stabiler Boden. Hätte man die Kirche quer zum Tal gebaut, wäre sie mit der Zeit auseinandergebrochen.
Die Grösse der Kirche – das Kirchenschiff ist über 20 Meter lang und 12,5 Meter breit – liess lange vermuten, dass sie, wie andere Kirchen in der Gegend, aus einer kleineren Kapelle durch Vergrösserungen und Ausbauten schliesslich ihre heutige Gestalt erhalten hat. Die Grabung hat gezeigt, dass kein älterer Bau bestanden hat, ausser er wäre ausserhalb der heutigen Anlage gelegen gewesen. Grundriss und ein Grossteil des Mauerwerks gehören zur ältesten Anlage.
Der Chor, der sich heute im Erdgeschoss des Chorturms befindet, war ursprünglich von einem Satteldach bedeckt, das tiefer als das damals flacheres Kirchendach lag. Der Turm wurde erst in einer zweiten Bauetappe über dem Chor erbaut. Die Grabung konnte keinen Grund dafür liefern, warum der Chor 70 cm nach Osten verschoben ist.
Die spätromanische Kirche wurde durch je drei kleine, meterhohe, rundbogige Fenster mit schmalen Öffnungen in den Längsmauern spärlich erhellt. Eines dieser Fenster ist fast ganz erhalten geblieben. Es befindet sich hinter dem Bibelspruch links vom grossen Fenster neben der Kanzel und ist von aussen noch sichtbar.
Auf der Ostseite zwischen dem dritten heutigen Fenster und der Chorwand ist eine Sockelmalerei mit Rautenmuster zum Vorschein gekommen. Dieser Fund lässt Emil Brunner vermuten:„Prachtvolle, bunte Wandmalereien und Rautenkränze am Wandfuss verliehen dem Inneren eine feierliche Stimmung“.
Im Chor befanden sich zwei rundbogige Fenster in der Süd- und Ostmauer. In der Stirn- sowie in der Westmauer waren zwei einfache Nischen eingelassen. Chor und Schiff waren durch eine stattliche Mauer voneinander abgetrennt, deren Höhe schwer feststellbar ist. Der Chor war 60 cm höher als das Schiff und konnte über je zwei 1,20 m breite und 90 cm in das Schiff hineinragende dreistufige Treppen erreicht werden. Der Hauptaltar stand 2,20 m vor der Stirnmauer. Erst später wurde ein kleinerer Altar vor die Chorschranke, die Trennmauer zwischen Chor und Schiff, gestellt. Die Decke des Chores in der Form eines Klostergewölbes gehört zur ursprünglichen Anlage.
Von der ältesten Decke im Schiff sind alle Spuren verwischt. Anzunehmen ist eine Flachdecke, die sich auf der Höhe der heutigen Mauerkronen befunden haben dürfte. Dadurch ergab sich ein recht gedrungener und niedriger Kirchenraum mit nur 5,50 m Höhe bei einer Breite von 12,60 m.

## Zweite Bauphase

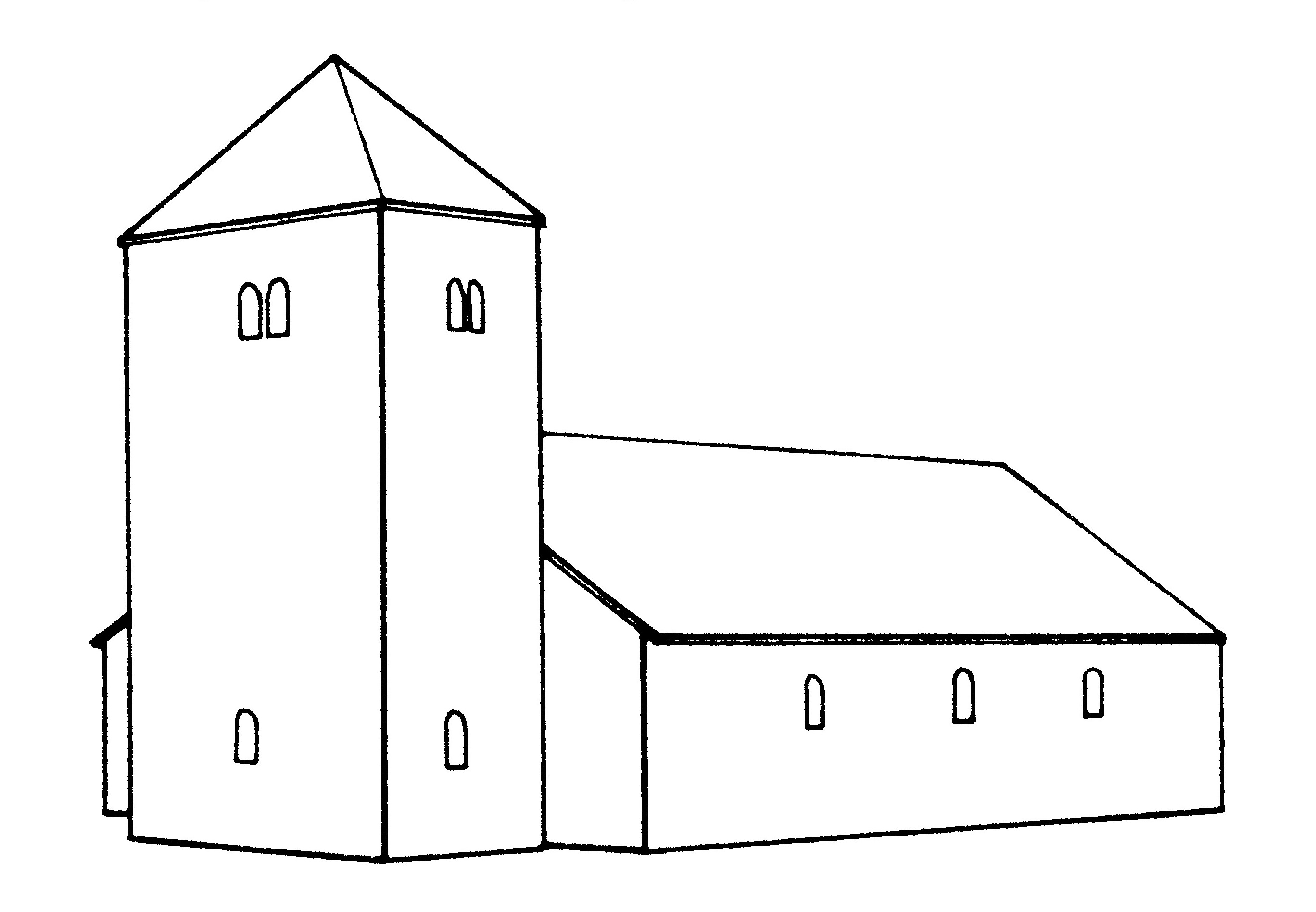
Zweite Bauphase

Der Turm wurde erst in einer zweiten Bauetappe in der ersten Hälfte des 14. Jahrhunderts dem ursprünglichen Bau beigefügt. Wie hoch der ursprüngliche Turm war, kann nicht mehr festgestellt werden. Es ist jedoch anzunehmen, dass er nicht weit über die Schalllöcher der jetzigen Glockenstube mit den beiden Säulchen hinausragte. Offenbar stellen die beiden wesentlich kleineren Fenster darunter die Schalllöcher des einstigen Glockengeschosses dar.

## Dritte Bauphase

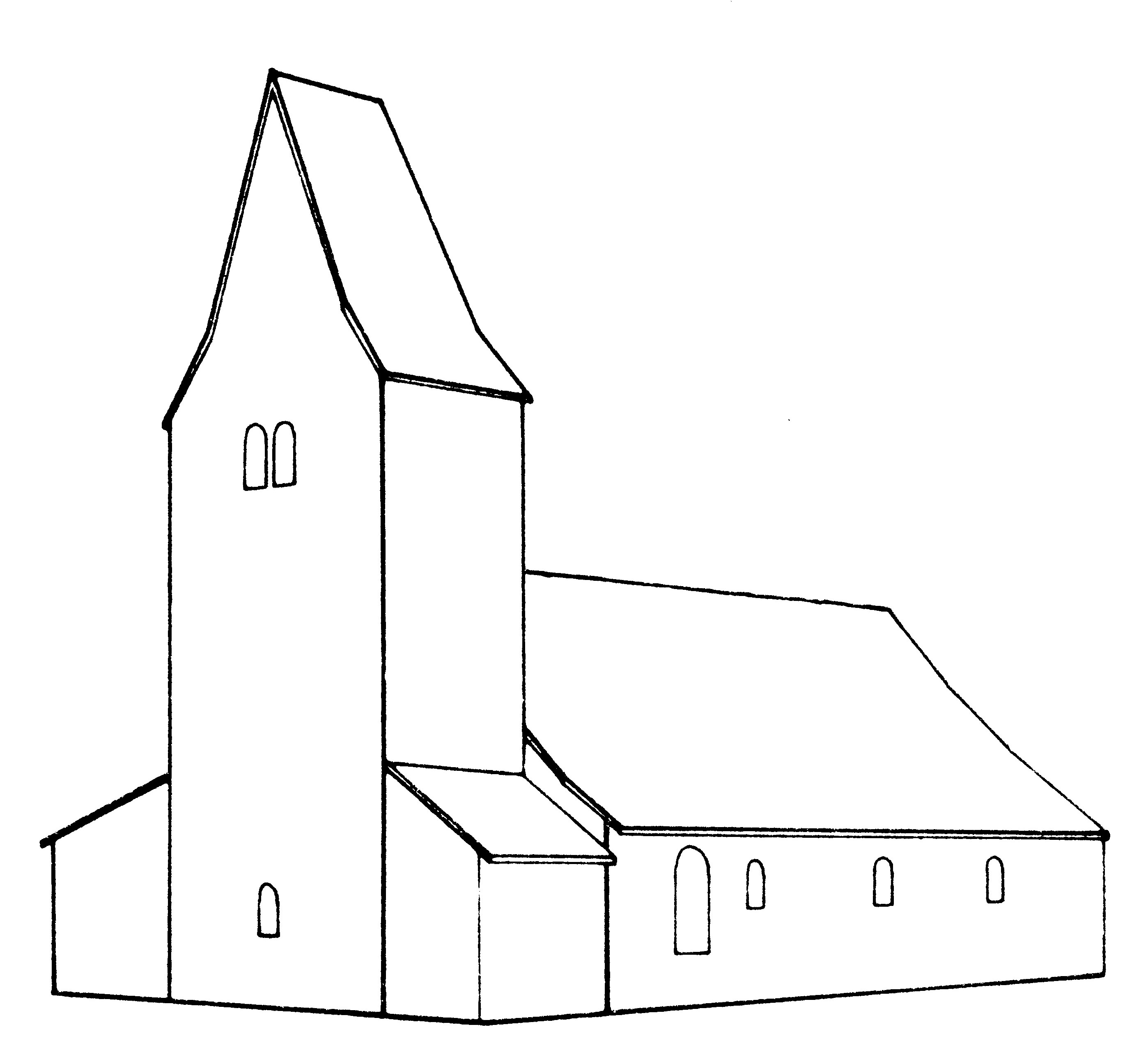
Dritte Bauphase Aussenansicht

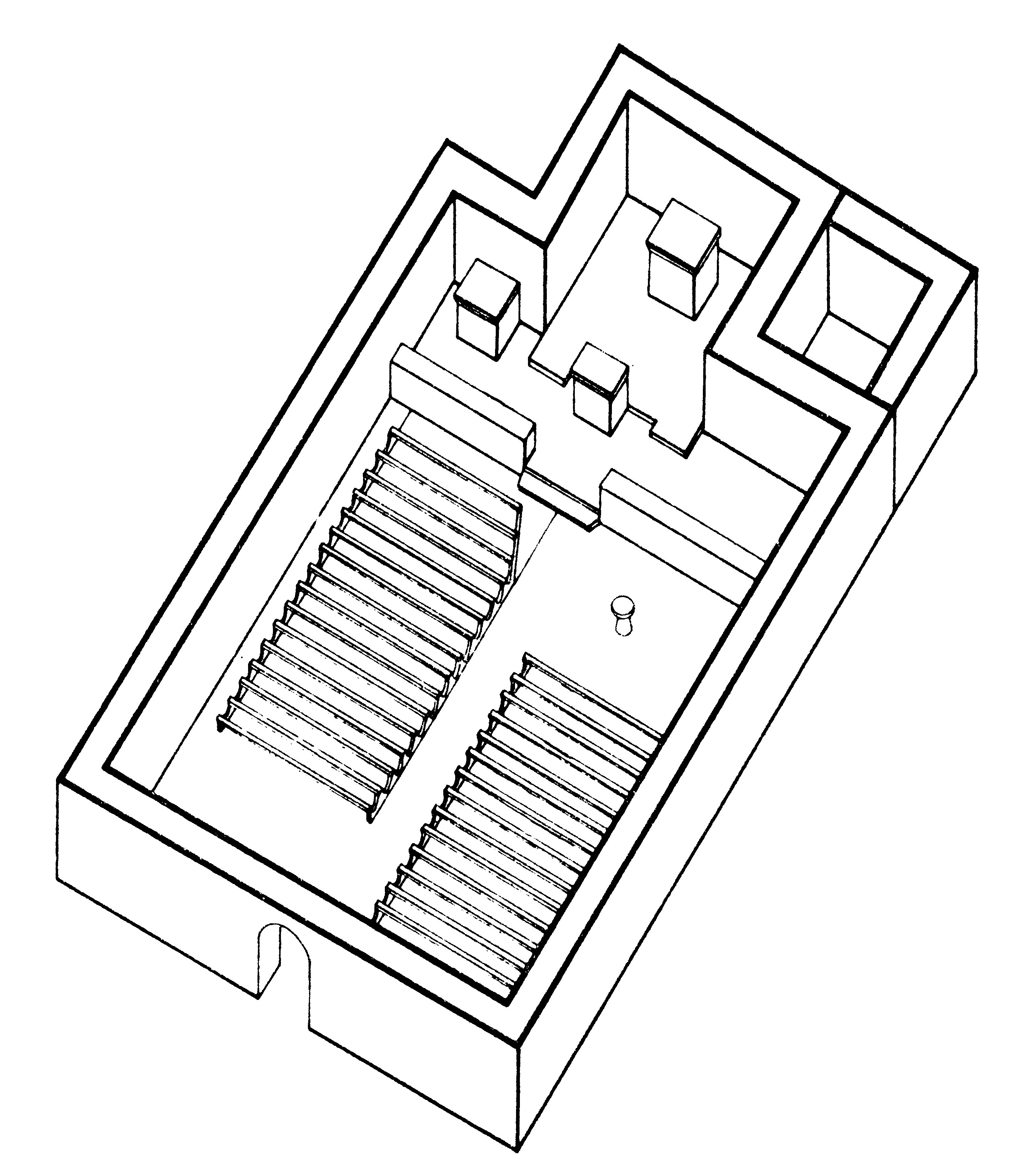
Dritte Bauetappe Innenansicht

In einer dritten Bauetappe 1486/87 wurde das flache Dach durch ein steileres ersetzt, dessen Dachstuhl heute noch in grossen Teilen erhalten ist. Zusammen mit der Erhöhung des Firstes erfolgte eine Erhöhung des Turmes.
Im südlichen Teil des Schiffes wurden zwei neue, grössere Fenster ausgebrochen. Die beiden kleinen romanischen neben den neuen Fenstern wurden zugemauert. Diese zwei Fenster erhellten den durch eine Mauer vom Schiff abgetrennten Vorchor, der in dieser Bauetappe entstand. Der Chorbezirk konnte vom Schiff her über zwei Stufen betreten werden. Die Erweiterung des Chorbezirks ist wahrscheinlich auf eine vergrösserte Anzahl der Priester zurückzuführen. Vorchor und Chor waren durch eine Stufe voneinander getrennt. An der Stelle der heutigen Kanzel wurde ein Seitenaltar errichtet.
Zur neuen Vorchoranlage gehörte eine neue Anordnung der Bänke. Ein östliches Bankfeld reichte von der Vorchorschranke bis 4,70 m vor die Nordmauer. Ein wesentliches Bankfeld begann erst auf der Höhe des heutigen Westeinganges und reichte bis an die Nordmauer. Diese Anordnung der Bänke weist darauf hin, dass die alte Kanzel in der Südwestecke der Kirche stand.
Der neue Dachstuhl erforderte eine neue Decke: eine spätgotische, geschnitzte Flachdecke, die nur wenig über den heutigen Fenstern angebracht wurde. Der Kirchenraum war mit knapp 5,5 m Höhe im Verhältnis zu seiner Länge und Breite eher gedrückt. Reste dieser Decke sind an der heutigen Emporenbrüstung erhalten. Laut einer Mitteilung der Restaurierung von 1857 trug die Decke die Inschrift: „Im jah als man zahlt nach Christi geburt MCCCCLXXXVI peter“. Es ist möglich, dass es bei diesem Peter um Peter Winsdanner handelt, der später die Decken in den Kirchen von Matt und Elm schnitzte.

## Spätere Veränderungen und Ergänzungen zur Anlage Drei

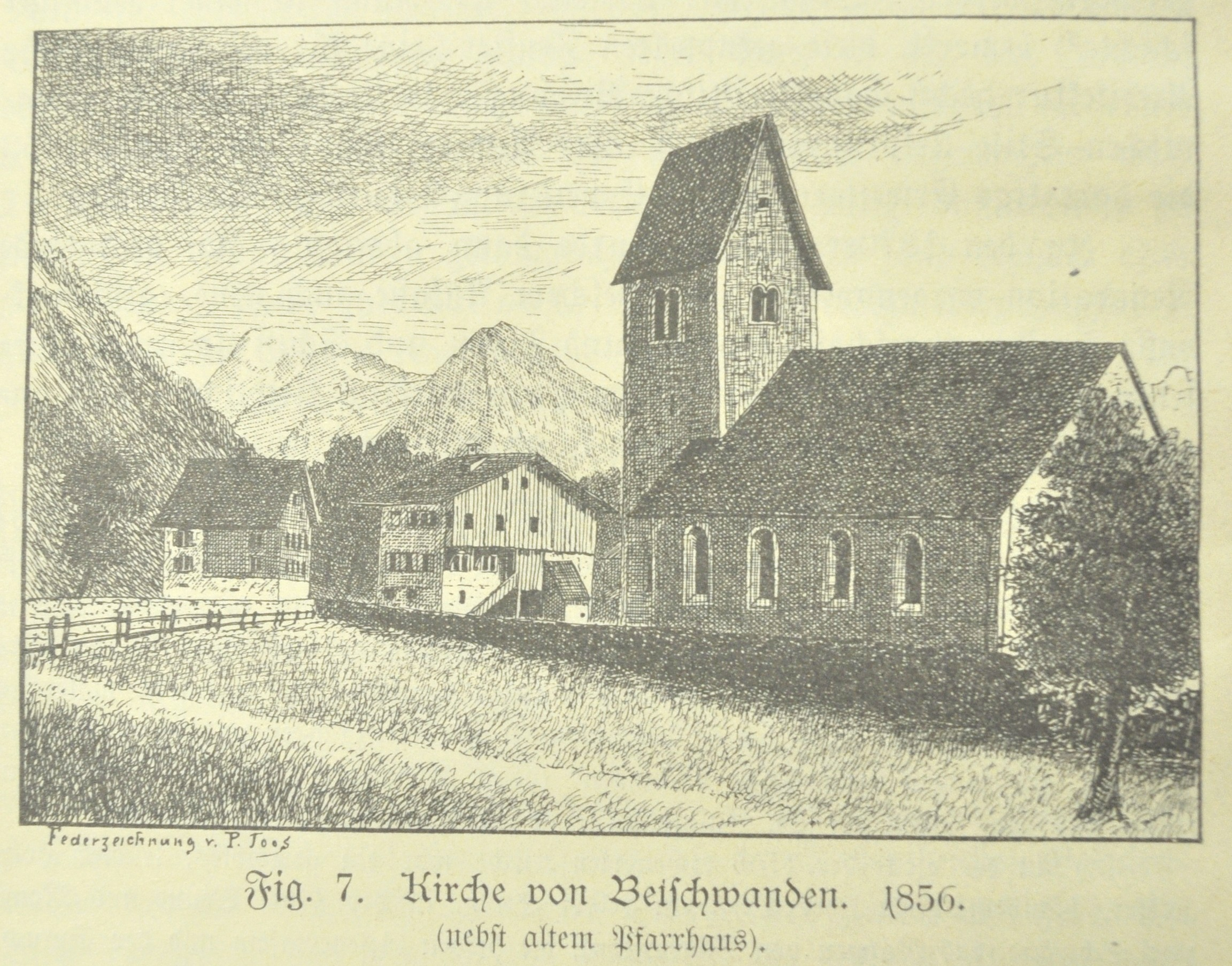
Federzeichnung von P. Joos, Kirche mit altem Pfarrhaus 1856

In der Zeit zwischen 1486/87 und 1857 wurden insgesamt neun Fenstern im Schiff ausgebrochen: die einen sind mit Stichbogen, die anderen mit Rundbogen abgeschlossen. Es ist möglich, dass die rundbogigen Fenster zusammen mit der Renovation von 1857 entstanden.
1491 kam eine grössere Glocke in den Turm mit der Inschrift: „S. Joannes ora pro nobis. M.CCCC.LXXXXI“ (Hl. Johannes bitt für uns. 1491).
Im Zug der Reformation wurden am 29. März 1529 die Bilder aus der Kirche entfernt und verbrannt.
Der Korb der heutigen Kanzel ist eine Renaissancearbeit, die 1619 entstanden ist. Treppe, Rückwand und Deckel fertigte man 1915 nach einem Entwurf von Architekt Streiff an. Die Kanzelsäule wurde bei der Innenrenovation 1976 gestaltet.
Caspar Lang schrieb 1698 über ein früher entstandenes Christophorus-Bild an einer Aussenwand der Kirche: „Sihet man noch heutiges tags zu Bettschwanden ausserhalb der Kirch die Bildnuss dess h. Christophori mit der Bildnuss Christi; dann ob man sie schon gleich zum öffteren durchgestrichen, kann sie noch nicht also durchgestrichen verbleiben.“

## Innenrenovation von 1857

Masswerk aus der Decke von 1486 an der heute noch bestehenden Emporenbrüstung

Ende April 1856 beschloss die Kirchgemeinde den Bau von Empore und Orgel sowie die dazu notwendigen Veränderungen bzw. die Erhöhung der Decke. Unter der Leitung von Baumeister Caspar Leuzinger, Glarus, wurde eine Empore zur Aufnahme der ersten Orgel erstellt. Verziert wurde die Brüstung mit einem spätgotischen Masswerkfries, der der Holzdecke von 1486 entnommen wurde. Über dem Kirchenschiff wurde ein Tonnengewölbe hergestellt, und damit wurde die Raumhöhe von knapp 5,5 m auf 8,5 m erhöht. Über der neuerrichteten Empore wurden in der Nordmauer drei Fenster ausgebrochen und ein Rundfenster in den Giebel gesetzt.
Werner Stöckli, der mit der Leitung und Durchführung der archäologischen Grabungen beauftragt wurde, schreibt zur Renovation von 1857: „Der bauliche Eingriff jener Restaurierung brachte nicht nur einen neuen Raum, sondern er führte – indem sämtliche Binder durchgesägt wurden – das Bauwerk an den Rand der Katastrophe, des Einsturzes...“ Der Grabungsleiter, Dr. Peter Eggenberger, der auch den archäologischen Grabungsbericht schrieb, meint: „Hinter dieser nüchternen Aufzählung (d. h. der baulichen Veränderungen anlässlich der Renovation von 1857 mit Erstellung eines Gips-Tonnengewölbes) steht ein Drama. Die 20 Rundbalken, die den Dachstuhl abbanden, sind durchgesägt worden. Dies wirkte sich verheerend auf die Ostmauer aus, die rund 40 cm nach aussen hängt. In der Folge konnte mit einer Vielzahl von Hilfsmassnahmen der drohende Einsturz der Kirche verhindert werden...“

## Unterhalt und Erneuerungen bis 1915

Christusfenster von 1890

St. Fridolin, Glarner Kantonspatron

In diese Periode fällt der Einbau der zwei Eisenstangen, um den Bau zu befestigen.
1879 wurde eine neue Bestuhlung im Chor eingebaut.
In das südliche Chorfenster wurde 1890 ein Glasgemälde des auferstandenen Christus vom Glasmaler Friedrich Berbig (Zürich-Enge) eingesetzt.
Die Bestuhlung und Wandverkleidung, die als Vorbild für die heutige Gestaltung verwenden wurden, fertigte man in den Jahren 1892 bis 1894 an. Sie wurden aber im Gegensatz zu heute mit einer Eichenholzmaserung ausgeführt.
Die Firma Mäder, Andelfingen, lieferte 1899 eine neue Turmuhr und vier Zifferblättern.

## Innenrenovation von 1915
„Ende 1914 beauftragt der Kirchenrat die Glarner Architekten Streiff und Schindler, Zürich, mit der Planung der Innenrenovation. Das Gewölbe wird neu gegipst und von Bildhauer Kalb, Zürich, sparsam mit Stuckaturen verziert. ‘Bei der Besprechung des Kostenvoranschlags der Architekten erregt allerdings der Posten für die Stuckarbeiten Fr. 2000–3000 ziemliches Befremden’, vermerkt das Protokoll des Kirchenrates. Der ornamenthafte Stuck ist nur sehr sparsam als Schmuck von Chorbogen und Gewölbansatz eingesetzt. Bildhauer Kalb verwendete offensichtlich keine Gussformen, sondern modellierte die sich wiederholenden Pflanzenmotive künstlerisch frei mit mancherlei Variationen. Die Kanzel wird von einem Farbanstrich befreit und restauriert; sie erhält einen neuen Aufgang und Schalldeckel. Neu angefertigt wird auch der (heute auf dem Estrich des Pfarrhauses stehende) Pfarrstuhl. Anbringen zweier Leuchter an den beiden Verankerungsstangen. Die Farbwahl für Decken, Wände und Holz gibt in drei Sitzungen viel zu diskutieren. Einen grünen Anstrich für Decken und Wände, lehnt der Kirchenrat ab; er entscheidet wich für einen weissen.

Kanzel 1619 mit Rückwand und Deckel 1915

Beim Holzwerk kommt er am 17. März 1915 zu folgendem Schluss: ‘Blau und Grün gefallen nicht, ebensowenig Gelb und Braun. So gewinnen die sämtlichen Anwesenden den Eindruck, da der alte Anstrich (Eichenimitation) nicht mehr gut beibehalten werden könne, sei der ursprüngliche von den Architekten auch jetzt noch in erster Linie empfohlene Vorschlag: Rot mit Schwarz und eventuell wenig Weiss, am ehesten annehmbar.’“
Die Kirche erhielt Jugendstil- und Neubarock-Elemente, die bei der Renovation 1975 bis 1977 erhalten blieben.

## Innenrenovation von 1975–1977

Vor der Innenrenovation 1977

Kanzel 1619 mit verändertem Deckel und neuer Säule 1977

Schon 1964 befasste man sich in der Kirchgemeinde Betschwanden mit dem Gedanken einer Kirchenrenovation, doch erst die Kirchgemeindeversammlung vom 18. Juni 1967 bewilligte die Einholung eines ersten Projektvorschlags. In dieser Phase entstand ein Projekt, das einen wesentlichen Umbau vorsah: neue, tiefer angesetzte Empore und Orgel; an Stelle des Gipsgewölbes eine polygonale, mehrteilige Holzdecke zur Verbesserung der Verständlichkeit des gesprochenen Wortes; die Abtrennung des Raums unter der Empore für ein Foyer mit Küche. Aus Kostengründen sowie aus denkmalpflegerischer Sicht wurde von diesem ersten Projekt abgesehen.
„In erster Linie ging es nun [bei einer Neuprojektierung für die Renovation 1976 bis 1977 mit dem Architekten Oskar Bitterli] darum, die Ausstattung des Innenraums, der von den Architekten Streiff und Schindler 1914/1915 in der Formensprache der Jahrhundertwende in harmonischer Weise gestaltet wurde, nach Möglichkeit zu erhalten.“
Die archäologische Grabung brachte zu Tage, dass solide Fundamente bei den Aussenmauern fehlten. Der Dachstuhl musste saniert und mit Hilfe von Zugkabeln verstrebt werden. (Bei der Renovation 2001 war der Dachstuhl wieder ein Thema.) Auf die Gipsdecke wurde eine Isolationsmatte aus Steinwolle gelegt.
Im Chor und in den Gängen wurde ein Schieferplattenboden und unter den Bänken ein Tannenparkett auf einem isolierten Unterbau eingebaut. Neue Bänke nach dem Vorbild der alten Bänke wurde mit einem grösseren Abstand als früher montiert und mit Polstern zur Verbesserung der Akustik und der Bequemlichkeit versehen.
Das Holztäfer im Chor, die Bestuhlung, der Pfarrstuhl und der Taufstein wurden aus dem Chor entfernt. Der um drei Tritte erhöhte und gegen das Kirchenschiff erweiterte Chor bietet nun Platz für einen Abendmahlstisch und erlaubt eine Mehrfachbenutzung des Raums für kleine Gottesdienste oder kulturelle Anlässe.
Der für die Proportionen der Kanzel zu schmal geratene Kanzelhimmel (Schalldeckel) wurde um einen äusseren Kranz mit passenden Intarsien aus Stockmaser erweitert und oben mit einer schmiedeeisernen Stange versehen. Der hölzerne Kanzelfuss wurde stilgerecht nach dem Vorbild der Säule in der Kirche in Maur, Zürich ersetzt. Der Taufstein wurde aus der Mitte des Chors genommen und vor die Kanzel auf der erhöhten Plattform des Chors gut sichtbar platziert.
Beleuchtungskörper nach dem Vorbild der 1914 entworfenen Lampen wurden an die Seitenwände montiert, und die bestehende Beleuchtung im Chor ergänzt. Das Opalglas mit einer leicht gerippten, glockenartigen Form wurde in der Glasi Hergiswil hergestellt.
Weiter beteiligt an dieser Renovation waren der Bauingenieur Hans Aschmann, die Denkmalpfleger Josef Grünenfelder, Jürg Davatz und Hans Laupper.

## Einige besondere Ergebnisse der archäologischen Untersuchung

Archäologische Grabung 1975

Freigelegtes Grab und weitere Knochenfunde

Unter dem, wahrscheinlich für die Bestattung aufgebrochenen Mörtelboden der dritten Bauphase von 1487 wurden beim Haupteingang ein Grab und lose Knochen von früheren Bestattungen gefunden. Das freigelegte Skelett im noch vollständig erhaltenen Grab lag mit dem Kopf gegen Norden. Bei jener Bestattung wurde ein älteres Grab eines Erwachsenen gestört. Leicht unter das Fundament der Nordmauer gedrückt lag ein Schädel. Weiter östlich vom Gab lagen weitere Knochen.
Unter anderem wurden folgende Fundgegenstände bei der Grabung entdeckt: vier Münzen, Elfenbeinringe, Butzenscheiben, ein Spinnwirtel. Zu den Münzen gehören eine Berner Münze und die älteste mittelalterliche Fundmünze des Kantons, ein Augsburger Heller aus der zweiten Hälfte des 14. Jahrhunderts.
Eine zusätzliche Grabung, die nach der eigentlichen archäologischen Untersuchung durchgeführt wurde, zeigte, dass es auch im Südosten einen ähnlichen Anbau wie die Sakristei im Südwesten gegeben hat.

## Renovation und Reinigung 2001 und 2002

Vor der Aussenrenovation 2001

Neben Reparaturen an Fassade, Dach und Fenstern war das Wichtigste bei der Renovation von 2001 die Instandstellung des Dachstuhls. Karin Gudenrath-Zeller schreibt in ihrem Baubericht: „Die statischen Probleme, die der Umbau des Dachstuhls im 19. Jh. verursachten, waren bereits anlässlich der letzten Renovation 1974 ein Thema. Die Zugstangen sind zu schwach, um die früheren Binder der Flachdecke [, die 1857 durchsägt wurden,] zu ersetzen. Die Mauerwerksrisse über den Fensterscheiteln traten wieder auf. Deshalb war es anlässlich der Sanierung von 1974 das Ziel, ein Teil der Dachlasten auf die Stirnwände zu leiten. Spannbänder in der Dachflächenebene sollten die Kräfte über Metallauflager in die Mauern leiten. Allerdings wurden die Metallauflager nicht mit einem Druckstab gehalten, sodass die Spannbänder sich mit den Jahren wieder entspannten. Der Druckstab, ein Träger aus Brettschichtholz wurde nun eingebaut und die Konstruktion wieder gespannt.“
Vier neue Zifferblätter mit je zweimal 1,9 Meter und 2,1 Meter Durchmesser ersetzen seit 2001 die alten von 1899, bei denen die Zeit nur schlecht ablesbar war. Im Zentrum des Zifferblatts wurde jeweils ein roter Kreis aufgemalt, der umgeben ist von einem weissen Zahlenkranz mit schwarzen Ziffern. Die mit Blattgold überzogenen Zeiger sind neu deutlich in Form und Grösse voneinander zu unterscheiden.
Im Februar 2002 wurden Wände, Decken, Empore, Stuckaturen, Orgel, Kanzel und Fenster gereinigt. Decken, Wände und Stuckierungen wurden mit speziellen Reinigungsgummis abgerieben. An verschiedenen Stellen wurden unschöne Spachtelungen entfernt und durch Kalkmörtel ersetzt. Durch die Reinigung wurde an den Wand- und Deckenflächen die Rollerstruktur des letzten Farbanstrichs sichtbar. Um das Problem zu lösen, wurden diese Flächen mit einer Lasur versehen. Die Sukkaturen wurden nicht auf diese Weise behandelt.

## Orgeln

### Scheffold-Orgel 1858
„Im Jahr 1858 baute der Luzerner Orgelbauer Scheffold die erste Orgel für Betschwanden“, berichtet Jakob Kobelt in seinem Schlussbericht über den Orgelneubau 1977. Es war ein Werk mit einem Manual und Pedal und hatte folgende Disposition:
| Manual    |       |
| Bourdon   | 16′   |
| Principal | 8′    |
| Gedeckt   | 8′    |
| Viola     | 8′    |
| Flöte     | 8′    |
| Octav     | 4′    |
| Flöte     | 4′    |
| Gemshorn  | 4′    |
| Flautino  | 2′    |
| Mixtur    | 2 ⁄3′ |

| Pedal      |     |
| Subbass    | 16′ |
| Violonbass | 16′ |
| Octavbass  | 8′  |
| Posaune    | 8′  |

Das rein mechanische Instrument besass Kegelladen, und für die beiden Kastenbälge wurde ein „Orgeltreter“ für die Winderzeugung benötigt.

### Goll-Orgel 1915

Zweite Betschwandner Orgel von Goll, Luzern, 1915

Bei der Innenrenovation 1915 wurde eine neue, zweite Orgel der Firma Goll, Luzern, aufgestellt. Es war eine typisch spätromantische Orgel mit 27 Registern, 2 Auszügen und 2 Transmissionen auf II Manualen mit Pedal. Der Zinnprospekt war zu beiden Seiten des Spieltisches und des Mittelfensters auf der Empore eingebaut. Die Platzierung der Orgel hatte zur Folge, dass die Fenster links und rechts vom Mittelfenster wieder vermauert wurden. Das Instrument war mit einer pneumatischen Spiel- und Registertraktur versehen, die sich als unpräzis und störungsanfällig erwies.
Die Disposition der Orgel:
| I Manual     |       |
| Bourdon      | 16′   |
| Principal    | 8′    |
| Gamba        | 8′    |
| Bourdon      | 8′    |
| Suavialflöte | 8′    |
| Dolce        | 8′    |
| Octav        | 4′    |
| Rohrflöte    | 4′    |
| Mixtur       | 2 ⁄3′ |
| Octav        | 2′    |

| II Manual       |       |
| Stillgedackt    | 16′   |
| Salicional      | 8′    |
| Geigenprincipal | 8′    |
| Flûte harm.     | 8′    |
| Aeoline         | 8′    |
| Voix céleste    | 8′    |
| Lbl. Gedackt    | 8′    |
| Quintatön       | 8′    |
| Trompete        | 8′    |
| Clarinette      | 8′    |
| Fugara          | 4′    |
| Traversflöte    | 4′    |
| Harm. aetherea  | 2 ⁄3′ |
| (Piccolo        | 2′)   |

| Pedal       |     |
| Violonbass  | 16′ |
| Subbass     | 16′ |
| Posaune     | 16′ |
| Violoncello | 8′  |
| Octavbass   | 8′  |

### Mathis-Orgel 1977

Mathis-Orgel von 1977

Die Goll-Orgel aus dem Jahr 1915 wurde 1977 durch ein Instrument der Firma Orgelbau Mathis, Näfels GL, ersetzt. Die neue Orgel mit 14 Registern ist kleiner als das alte Instrument und wurde auf die Empore vor das Mittelfenster mit dem Glasgemälde von St. Fridolin gestellt. Die Glasmalerei wurde neu in das Ostfenster des Chors versetzt und das mittlere Fenster über der Empore wurde zugemauert, und die Fenster links und rechts davon, die 1915 vermauert wurden, wurden wieder ausgebrochen.
Die Disposition der Orgel bei mechanischer Schleiflade:
| I Hauptwerk C–g3 |       |
| Principal        | 8′    |
| Spitzflöte       | 8′    |
| Octave           | 4′    |
| Gedacktflöte     | 4′    |
| Flöte            | 2′    |
| Sesquialtera     | 2 ⁄3′ |
| Mixtur III–IV    | 2′    |

| II Positiv C–g3 |    |
| Gedackt         | 8′ |
| Rohrflöte       | 4′ |
| Principal       | 2′ |
| Cymbel II–III   | 1′ |

| Pedal C–f1 |     |
| Subbass    | 16′ |
| Bourdon    | 8′  |
| Trompete   | 8′  |

- Koppeln: II/I, I/P, II/P
- Spielhilfen: Organo pleno-Tritt, Wechseltritt für Trompete

## Die Glocken

### Bestand im September 1878
Nach Langs historisch-theologischem Grundrisse 1698, Bd. I., S. 921 „seynd auf einer Gloggen zu Betschwanden diese Worte“:
S. Joannes ora pro nobis.
„Diese Glocke ist nicht mehr vorhanden, wohl aber im Glockenstuhl ein leerer Raum für eine vierte Glocke, welche nach der Breite des letzteren die zweitgrösste war.“
„In Betschwanden aber lautet hinsichtlich der nicht mehr vorhandenen vierten glocke ... die eine Version der Sage dahin, dass dieselbe Behufs Anschaffung von Brod in einer theuren zeit um so vile Pfenninge verkauft worden sei, als die dortige kleine Glocke zu fassen vermocht habe. Dagegen meldet die andere, weniger wahrscheinliche Ueberlieferung, das Geläute aller vier Glocken in Betschwanden habe wegen seiner Mächtigkeit eine solche Erschütterung des Kirchthurmes hervorgebracht, dass dieser in bedenktliche Schwankungen gekommen und desshalb um der Sicherheit willen die grösste ? Glocke veräussert worden sei.“
I.	O rex glorie christe veni nobis cum pace. m.ccc.lxxxxi (1491) in gotischen Minuskeln
II.	O rex glorie cste. veni cvm pace. amen. in gotischen Majusekln.
III.	Sant. mat. joh. luc. marc. in gotischen Minuskeln.

### Glocken von 1898/1899
Nach dem Verzeichnis der Glocken aus der Giesserei Theus in Felsberg bei Chur wurde das Geläute von Betschwanden im Jahre 1899 gegossen. Auf allen Glocken an den Schlagringen ist aber zu lesen: GEGOSSEN VON GEBR. THEUS IN FELSBERG 1898. Dabei wurden zwei der drei alten Glocken eingeschmolzen. Die kleinste Glocke, von der man annimmt, sie habe schon 1388 zur Schlacht nach Näfels gerufen, wurde nach Braunwald geschenkt.
- 1. Schlagton d′,
- 2. Schlagton fis′,
- 3. Schlagton a′,
- 4. Schlagton d′′[13]